# Грб Истарске жупаније
Грб Истарске жупаније је званични грб хрватске територијалне јединице, Истарска жупанија. 
Грб је у садашњем облику усвојен је 1. јула 2002. године.

## Опис грба
Грб Истарске жупаније темељи се на једном од историјских грбова Истре из 19. века. Шаблон за ликовно решење грба преузет је из књиге „Stadte-Wapen von Österreich“ аустријског хералдичара К. Линда из 1885. године. Ликовно решење садашњег грба усвојила Жупанијска скупштина Истарске жупаније 1. јула 2002. године. 
У опису грба се каже: „у плавоме надесно (хералдички) окренута златна / жута коза са црвеним папцима и роговима“. Грб Истре налази се и у штиту у круни грба Републике Хрватске.